# Silver Lake (Wisconsin)
Silver Lake is een plaats (village) in de Amerikaanse staat Wisconsin, en valt bestuurlijk gezien onder Kenosha County.

## Demografie
Bij de volkstelling in 2000 werd het aantal inwoners vastgesteld op 2341. In 2006 is het aantal inwoners door het United States Census Bureau geschat op 2505, een stijging van 164 (7,0%).

## Geografie
Volgens het United States Census Bureau beslaat de plaats een oppervlakte van 4,0 km², geheel bestaande uit land. Silver Lake ligt op ongeveer 230 m boven zeeniveau.

## Plaatsen in de nabije omgeving
De onderstaande figuur toont nabijgelegen plaatsen in een straal van 8 km rond Silver Lake.